# جراحة الزرق طفيفة التوغل
تمثل جراحة الزرق طفيفة التوغل أحدث تطورات العلاج الجراحي للزرق. تهدف هذه الطريقة إلى تقليل ضغط العين عن طريق زيادة تصريف الخلط المائي أو تقليل إنتاجه. تتضمن جراحة الزرق طفيفة التوغل مجموعة عمليات جراحية تتقاسمن صفات مشتركة. يعتمد هذا النوع من الجراحة على نهج طفيف التوغل، فهو يقتضي إحداث جروح أو شقوق صغيرة عبر القرنية، وبهذا الشكل يسبب أقل قدر ممكن من الأذية لأنسجة طبقتي الصلبة والملتحمة. تقلل هذه التقنيات من مقدار تندب الأنسجة، ما يسمح بإمكانية إجراء عمليات الزرق التقليدية كقطع التربيق أو زرع صمام للزرق (المعروف أيضًا باسم جهاز تصريف الزرق) في المستقبل إذا لزم الأمر.
تعتمد جراحة الزرق التقليدية عمومًا على مدخل خارجي عبر الملتحمة والصلبة؛ ومع ذلك، تصل جراحة الزرق طفيفة التوغل إلى هدفها الجراحي عبر طريق داخلي، وهذا يتم عادةً من خلال إحداث شق في قرنية عفوي الالتئام. يسمح النهج الداخلي عادةً بتقليل الانزعاج والفترة التي يحتاجها الفرد للتعافي بعد العملية. تسبب جراحة الزرق طفيفة التوغل عدد أقل من الآثار الجانبية، ولكنها تخفض ضغط العين بدرجة أقل مقارنةً بقطع التربيق أو زرع أنبوب تصريف.

## العمليات
تهدف جراحة الزرق طفيفة التوغل، كجميع جراحات الزرق، لخفض ضغط العين عن طريق زيادة تصريف الخلط المائي، وهو السائل الذي تنتجه العين ويملأ المسافة بين القرنية والعدسة، أو تقليل إنتاجه. يمكن تقسيم جراحة الزرق طفيفة التوغل إلى عمليات تخفض ضغط العين باستخدام دعامات دقيقة وعمليات جراحية طفيفة التوغل.

### أجهزة الدعامات/ التحويلات الدقيقة

#### الآيستنت
تعتبر دعامة المجازة المجهرية التربيقية، أو ببساطة الآيستنت، أصغر جهاز طبي قابل للزرع. صممت هذه الدعامات لخفض ضغط العين عن طريق تسهيل التصريف التربيقي للخلط المائي. يعتبر التصريف التربيقي أحد مسارات التصريف الرئيسية للخلط المائي في العين، ويشكل هدفًا للأساليب العلاجية الدوائية والجراحية لحالات الزرق.
يتكون جهاز الآيستنت من التيتانيوم ويبلغ طوله 1 ملم. يقوم المعالج بإدخال هذا الجهاز باستخدام سبيل داخلي عبر الشبكة التربيقية ضمن قناة شليم، ليسهل بذلك تصريف الخلط المائي من العين. دعمت الدراسات فعالية الآيستنت، ووجدت أنه يخفض ضغط العين وسطيًا لنحو 14- 18 ميليمتر زئبقي.
كان الآيستنت أول جهاز، من أجهزة جراحة الزرق طفيفة التوغل، يحصل على موافقة إدارة الغذاء والدواء الأمريكية ليزرع خلال جراحة الساد. أثبت الجهاز فعاليته في زيادة التحكم بضغط العين مقارنةً بجراحة الساد وحدها في العام الأول من المتابعة في دراسة كبيرة عشوائية تابعة لإدارة الغذاء والدواء. مع ذلك، انخفضت الفعالية بشكل ملحوظ بمرور عامين. كانت سلامة الآيستنت مضاهية لسلامة جراحة الساد وحدها وأفضل بكثير من قطع التربيق التقليدي. تتضمن المضاعفات الشائعة ما يلي: الفشل في زرع الجهاز ولمس القزحية بالجهاز ولمس السطح السفلي للقرنية (البطانة) بالجهاز. منذ ذلك الحين، أكدت دراسات متعددة فعالية زراعة الآيستنت عبر الجراحة طفيفة التوغل وسلامتها.
استخدمت بعض الدراسات أنواع متعدد من الآيستنت، لدراسة انخفاض الفعالية بمرور السنتين.
وفقًا لمراجعة كوكرين في عام 2019، انخفض احتمال الحاجة لقطرات الزرق لدى الأفراد المعالجين بزراعة الآيستنت وجراحة الساد معًا مقارنةً بالأفراد المعالجين بجراحة ساد معزولة، وذلك عند متابعتهم على المدى المتوسط . ومع ذلك، يعتبر الدليل على هذه النتيجة منخفض الجودة.
يحظى استخدام دعامة المجازة المجهرية التربيقية في المملكة المتحدة بموافقة المعهد الوطني للصحة وجودة الرعاية في البلاد.